# Greta Sandberg (textilkonstnär, broderi)
Ej att förväxla med Greta Sandberg (textilkonstnär, knyppling)
Astrid Margareta (Greta) Sandberg, ogift Frykholm, född 6 augusti 1909 i Freluga, Bollnäs församling, Gävleborgs län, död 20 januari 2004, Ystads församling, Skåne län, var en svensk tecknare, träsnidare och textilkonstnär. Greta Sandberg växte upp i Hälsingland och flyttade med sin familj till Ystad 1959. Hennes make, folkskolläraren Valter Cornelius Sandberg var född i Landskrona. 
Greta Sandberg var självlärd som konstnär och påbörjade sitt konstnärskap i femtioårsåldern med sin första utställning på Ystads konstmuseum 1962. Hon var med och grundade Octaviagruppen i slutet av 1970-talet och deltog sedan på deras utställningar. 1973 tilldelades hon Ystads kommuns kulturpris.
Greta Sandberg arbetade med applikationer och sydd grafik med filosofiska människoskildringar. Motiven hämtades bland annat från grekisk mytologi, bibeln och barndomsminnen från Hälsingland.
I början av 2000-talet uppmärksammad på utställningar i Handarbetets vänners galleri i Stockholm och på Aura i Lund. Offentlig utsmyckning i Ystad och Köpinge församlingshem. Representerad i Kristianstad och Kalmar Läns landsting samt och Ystads konstmuseum. 
Greta Sandberg var dotter till folkskolläraren Lars Frykholm och Inga Margreta Wallin. Hon gifte sig 1938 med folkskolläraren Valter Cornelius Sandberg (1897–1965). Hon är begravd på Ystads västra kyrkogård.